# Anton Štefánek
Anton Štefánek, též Antonín Štefánek, někdy rovněž uváděn jako Anton Štěpánek (15. dubna 1877 Veľké Leváre – 29. dubna 1964 Žiar nad Hronom), byl slovenský a československý politik, ministr, meziválečný poslanec a senátor Národního shromáždění za Republikánskou stranu zemědělského a malorolnického lidu (agrárníky). Prosazoval myšlenku jednotného československého národa (čechoslovakismus). Stal se profesorem aplikované a obecné sociologie na Univerzitě Komenského v Bratislavě a s jeho jménem jsou spjaty počátky rozvoje slovenské sociologie jako samostatné vědecké disciplíny. Hlavní dílo: Základy sociografie Slovenska, 1944.

## Biografie
Vystudoval gymnázium ve Vídni a v letech 1898–1902 studoval na filozofické fakultě Vídeňské univerzity filozofii a historii. Na dokončení studia však již neměl peníze. Působil pak jako publicista v slovenských periodikách, přičemž spolupracoval s Milanem Hodžou. Už počátkem 20. století patřil do okruhu slovenské inteligence okolo listu Hlas (takzvaní hlasisté), kteří navázali úzké vztahy s českými protějšky. Stál pak u počátků budování slovenského agrárního hnutí. Před rokem 1918 byl členem Muzeální slovenské společnosti.
Během první světové války pracoval v českých zemích jako redaktor Národních listů. Zapojil se do podpory českého zahraničního odboje. Prosazoval, aby česká politická scéna zahrnula Slováky a Slovensko do svých státoprávních požadavků. To se podařilo v polovině roku 1917, kdy aliance českých politických stran v předlitavském parlamentu Český svaz zahrnula spojení českých zemí a Slovenska do svého programu. Byl aktivní během vzniku československého státu.
Počátkem listopadu 1918 patřil do skupiny slovenských národovců pod vedením Vavro Šrobára, kteří překročili zemské hranice mezi Moravou a Uherskem a v slovenském městě Skalica ustavili slovenskou vládu jako první krok k faktickému spojení českých zemí a Slovenska.
V letech 1918-1920 zasedal v Revolučním národním shromáždění. Neúspěšně kandidoval v parlamentních volbách v roce 1920 a to za tehdejší Slovenskou národní a rolnickou stranu. Později byl členem Republikánské strany zemědělského a malorolnického lidu.
Znovu se v parlamentu objevil až po parlamentních volbách v roce 1925. Mandát obhájil ve parlamentních volbách v roce 1929. Historik Jan Rychlík ho řadí mezi nejvýznamnější postavy agrární strany na Slovensku a označuje ho za ideologa slovenského agrarismu.
Později přestoupil do horní komory parlamentu. V parlamentních volbách v roce 1935 získal senátorské křeslo v Národním shromáždění. V senátu setrval do jeho zrušení roku 1939, přičemž krátce předtím, v prosinci 1938, ještě přestoupil do klubu Hlinkova slovenská ľudová strana - Strana slovenskej národnej jednoty, do které se spojily všechny slovenské nesocialistické strany.
Zastával i vládní funkce. Na počátku existence republiky ho Vavro Šrobár pověřil organizováním školského systému na Slovensku. Až do roku 1923 tak Štefánek byl vládním referentem na ministerstvu školství a ve vysokých úřednických funkcích zde setrval i v pozdějších letech. V roce 1929 byl ministrem školství a národní osvěty v první vládě Františka Udržala. Na post ministra školství nastoupil poté, co se musel tohoto portfolia dočasně vzdát Milan Hodža kvůli podezření z korupčních aktivit. Krátce byl i ministrem pro sjednocení zákonů a organisaci správy Československa (ministr unifikací) v téže vládě. Podle údajů k roku 1929 byl profesí ministrem, bytem v Bratislavě.
V první polovině 20. let dokončil své vysokoškolské studium, a to na Univerzitě Komenského v Bratislavě. V roce 1924 obhájil rigorózní práci Osvietenenecká filozofia novoveká a stal se doktorem filozofie (PhDr.). Od roku 1937 působil na bratislavské univerzitě jako neplacený profesor aplikované sociologie. Na počátku války byl sice krátce vězněn, avšak v roce 1942 byl jmenován řádným profesorem sociologie. Po skončení války se do politického života již nezapojil. V akademickém roce 1945/1946 se stal rektorem Univerzity Komenského, v následujícím akademickém roce byl prorektorem. V roce 1949 byl penzionován.